# Classic Radio
Classic Radio var ett reklamfinansierat radionätverk, bestående av en station i Stockholm och en i Göteborg. I Stockholm sände kanalen på frekvensen 106.3 MHz. Till en början var sändaren placerad på Wenner-Gren Center (Sveavägen/Norrtull) men senare flyttades den till Nackamasterna.
I Göteborg användes frekvensen 107.8 MHz och sändaren var placerad i Partille kommun.
Stationerna var inriktade på klassisk musik och var tänkt att vara en konkurrent till Sveriges Radio P2. Emellertid blev stationerna kortlivade på radiomarknaden. Orsakerna var många, bl.a. låga lyssnarsiffror, höga koncessionsavgifter samt svårt att sälja in radioreklam. Radioreklamen upplevdes dessutom som störande av lyssnarna då det blev ett abrupt avbrott i den klassiska musiken.
Stockholmsfrekvensen behöll MTG Radio och kanalen gjordes om till Power Hit Radio.
Göteborgsfrekvensen såldes till Bonnier Radio, vilket innebar en möjlighet för dem att nå ut med nätverket Megapol (senare Mix Megapol) på Göteborgsmarknaden, en möjlighet som tidigare saknades.